# Bristow (Oklahoma)
Bristow è un comune degli Stati Uniti d'America, situato in Oklahoma, nella contea di Creek.